# Mustafa Saed
Jamal Mustafa (né Terrance Ladd) est un catcheur américain connu sous le nom de Mustafa Saed. Il est principalement connu pour ses prestation à la Smoky Mountain Wrestling et à l'Extreme Championship Wrestling dans les années 1990.

## Carrière professionnelle

### Débuts de carrière (1991-1994)
Mustapha a été entraîné a devenir professionnel par Gene Anderson. Il a fait ses débuts en 1991 et est apparu les années suivantes à la World Wrestling Federation et à la World Championship Wrestling comme jobber.

### Smoky Mountain Wrestling(1994–1995)
En 1994, à la Smoky Mountain Wrestling, l'équipe de Saed, New Jack et pour un bref moment D'Lo Brown était connue sous le nom de The Gangstas. Leur rôle était controversé. The Gangstas faisait la promotion d'activistes noirs comme Medgar Evers et O.J. Simpson pour rendre la foule blanche du Sud furieuse. Ils utilisaient aussi du poulet frit et des pastèques comme accessoires et gagnaient leurs matchs par un décompte de deux et non de trois prétendument au nom de la discrimination positive. The Gangstas auront une feud avec le The Rock 'n' Roll Express pendant plusieurs mois qui culminera lorsqu'ils gagneront le SMW Tag Team Championship le 3 octobre. Ils les perdront contre The Rock 'n' Roll Express deux mois plus tard. Après cette défaite, The Gangstas, maintenant constitué uniquement de Saed et New Jack feuderont contre des équipes comme Tony Anthony et Tracy Smothers et The Heavenly Bodies. En 1995, l'équipe quitte la Smoky Mountain Wrestling d'une manière controversée, ce qui mènera à une longue dispute entre Paul Heyman et Jim Cornette.

### Extreme Championship Wrestling(1995–1997, 1999)
The Gangstas font leurs débuts à l'Extreme Championship Wrestling le 1er juillet 1995 et leur début sur Hardcore TV le 20 juillet. Ils deviendront vite face et réguliers à l'ECW, apportant régulièrement des armes comme des guitares, des béquilles et des agrafeuses dans des poubelles ou des chariots de courses sur le ring. Ils  entrent dans une longues feud avec les Public Enemy qui durera jusqu'à début 1996 lorsque Public Enemy battra The Gangstas dans un combat de rue. Plusieurs moi plus tard, The Gangstas auront une feud avec The Eliminators (en), les affrontant pour le titre ECW World Tag Team Championship à plusieurs occasions avant de le remporter le 3 août. Malgré le fait qu'ils le perdent en décembre, ils deviendront champion une seconde fois le 19 juillet 1997. Après la dernière perte du titre, Saed se sépare de New Jack et quitte l'ECW.
Saed retournera à l'ECW le 12 février 1999 au Crossing the Line '99 dans le Queens à New York. Mustafa est avec New Jack contre les Dudley Boyz, jusqu'à ce qu'il attaque son partenaire, révélant ainsi qu'il était le mystérieux bienfaiteur qui veut mettre The Public Enemy et New Jack à la porte. Maintenant connu comme Mr Mustafa, il sera battu par New Jack à Living Dangerously 1999 et quittera la fédération en mai.

### Circuit indépendant (1997-présent)
Saed catche pour la promotion portoricaine World Wrestling Council entre 1999 et 2001, où il remporte le WWC Puerto Rico Heavyweight Championship une fois, le WWC World Television Championship une fois et WWC World Tag Team Championship une fois avec Rastaman. En 2000, Saed effectuera sa seule et unique tournée au Japon avec la Big Japan Pro Wrestling où il participe à la World Extreme Cup 2000.
Après la WWC, Sqed catche principalement sur le circuit indépendant pour des fédérations comme All Pro Wrestling, Portland Wrestling et Sacramento Wrestling Federation.
Le 8 août 2010, Saed et New Jack sont réunis pour une soirée pour le pay-per-view Hardcore Justice à la Total NonStop Action Wrestling.
En 2012, Saed apparaît régulièrement dans la fédération Supreme Pro Wrestling basée à Sacramento en Californie.

## Championnats remportés
- All Pro Wrestling
  - 1 fois APW/Vendetta Pro Unified Tag Team Champion avec Boyce LeGrande[4]
  - 1 fois APW Tag Team Championship avec Boyce LeGrande
- Coastal Pro Wrestling
  - 1 fois CPW Television Champion[2]
- Extreme Championship Wrestling
  - 2 fois ECW World Tag Team Champion avec New Jack
- Extreme Wrestling Alliance
  - 3 fois EWA Heavyweight Champion[2]
- North Georgia Wrestling Alliance
  - 1 fois NGWA Tag Team Champion avec New Jack[2]
- Pro Wrestling Illustrated
  - no  427 sur 500 de la liste des meilleurs catcheurs de l'année 2003
  - no  311 sur 500 de la liste des meilleurs catcheurs de l'année 1998
  - no  185 sur 500 de la liste des meilleurs catcheurs de l'année 1997
  - no  144 sur 500 de la liste des meilleurs catcheurs de l'année 1996
  - no  136 sur 500 de la liste des meilleurs catcheurs de l'année 1995
- Smoky Mountain Wrestling
  - 1 fois SMW Tag Team Champion avec New Jack[2]
- Vendetta Pro Wrestling
  - 1 fois Unified Tag-Team Champion avec Boyce LeGrande[4]
- World Wrestling Council
  - 1 fois WWC Puerto Rico Heavyweight Champion[2]
  - 1 fois WWC World Tag Team Champion avec Rastaman[2]
  - 1 fois WWC World Television Champion[2]